# Cytoglobin
Cytoglobin ist ein Mitglied der Familie der Globine. Zu dieser gehören auch das Muskelprotein Myoglobin, das Bluteiweiß Hämoglobin, sowie das Neuroglobin im Nervensystem.
Das 2002 erstmals beschriebene Cytoglobin kommt in nahezu allen Zellen der Wirbeltiere vor. Es dient vermutlich dem Sauerstofftransport und -speicher in der Zelle, sowie dem Schutz vor oxidativem Stress. Es scheint sogar, dass aus Cytoglobin während der Evolution durch eine Genduplikation die muskelspezifische Variante Myoglobin geworden ist.
Das Cytoglobin-Gen wurde 2002 bei Menschen, Mäusen und Zebrabärblingen charakterisiert. Das menschliche Cytoglobin-Gen liegt auf dem Chromosom 17q25. Bei Menschen und Mäusen ist das Protein 190 Aminosäuren (AS) groß, bei Zebrabärblingen 174 AS. Cytoglobin wird beim Menschen in allen Geweben exprimiert und hat nach Sequenzanalysen einen gemeinsamen evolutionären Vorläufer mit dem Myoglobin.

### Übersichtsarbeiten
- A. Pesce et al.: Neuroglobin and Cytoglobin: Fresh blood for the vertebrate globin family. In: EMBO Rep. Nr. 12, 2002, S. 1146–1151. PMID 12475928.
- T. Burmester et al.: Neuroglobin: a respiratory protein of the nervous system. In: News Physiol. Science. Nr. 19, 2004, S. 110–113. PMID 15143204.
- T. Burmester et al.: Neuroglobin and Cytoglobin: Genes, Proteins and Evolution. In: IUBMB Life. Nr. 11-12, 2004, S. 703–307. PMID 15804835.
- A. Fago et al.: Functional properties of neuroglobin and cytoglobin. Insights into the functional anchestral roles of globins. In: IUBMB Life. Nr. 11-12, 2004, S. 689–696. PMID 15804833.
- E. Fordel et al.: Hypoxia/ischaemia and the regulation of neuroglobin and cytoglobin expression. In: IUBMB Life. Nr. 11-12, 2004, S. 681–687. PMID 15804832.
- T. Hankeln et al.: The cellular and subcellular localisation of neuroglobin and cytoglobin. A clue to their function? In: IUBMB Life. Nr. 11-12, 2004, S. 671–679. PMID 15804831.
- T. Hankeln et al.: Neuroglobin and Cytoglobin in search of their role in vertebrate globin family. In: J Inorg. Biochem. Nr. 1, 2005, S. 110–119. PMID 15598495.

### Fachartikel
- T. Burmester et al.: A vertebrate globin expressed in the brain. In: Nature. Band 407, Nr. 6803, 2000, S. 461–462. PMID 11029004.
- T. Burmester et al.: Cytoglobin: a novel globin type ubiquitously expressed in vertebrate tissues. In: Molecular Biology and Evolution. Band 19, 2002, S. 416–421. PMID 11919282.
- C. Fuchs et al.: Duplicated cytoglobin genes in teleost fishes. In: Biochem Biophys Res Commun. Band 337, Nr. 1, 2005, S. 216–23. PMID 16199220.

- D. de Sanctis et al.: Crystal structure of cytoglobin: the fourth globin type discovered in man displays heme hexa-coordination. In: J Mol Biol. Band 336, Nr. 4, 2004, S. 917–927. PMID 15095869.
- M. Schmidt et al.: Divergent distribution of cytoglobin and neuroglobin in the murine eye. In: Neuroscience Letters. Nr. 3, 2005, S. 207–211. PMID 15663964.